# Mistrzostwa Świata w Kolarstwie Torowym 1973
70. Mistrzostwa Świata w Kolarstwie Torowym 1973 odbyły się w hiszpańskim San Sebastián. W programie mistrzostw znalazło się jedenaście konkurencji: sprint i wyścig na dochodzenie dla kobiet oraz sprint, wyścig na dochodzenie, wyścig ze startu zatrzymanego zarówno dla zawodowców, jak i amatorów, wyścig drużynowy na dochodzenie zawodowców, a także wyścig tandemów i wyścig na 1000 m dla mężczyzn.

## Medaliści

### Kobiety
| Konkurencja                        | Złoto             | Srebro                 | Brąz               |
| ---------------------------------- | ----------------- | ---------------------- | ------------------ |
| Sprint indywidualny                | Sheila Young      | Iva Zajíčková          | Galina Jermołajewa |
| Wyścig indywidualny na dochodzenie | Tamara Garkuszyna | Keetie van Oosten-Hage | Beryl Burton       |

### Mężczyźni
| Konkurencja                                   | Złoto                                                               | Srebro                                                                      | Brąz                                                                         |
| --------------------------------------------- | ------------------------------------------------------------------- | --------------------------------------------------------------------------- | ---------------------------------------------------------------------------- |
| Sprint indywidualny amatorów                  | Daniel Morelon                                                      | Anatolij Jabłunowski                                                        | Giorgio Rossi                                                                |
| Wyścig indywidualny na dochodzenie amatorów   | Knut Knudsen                                                        | Herman Ponsteen                                                             | Rupert Kratzer                                                               |
| Wyścig ze startu zatrzymanego amatorów        | Horst Gnas                                                          | Rainer Podlesch                                                             | Gaby Minneboo                                                                |
| Sprint indywidualny zawodowców                | Robert Van Lancker                                                  | Giordano Turrini                                                            | Ezio Cardi                                                                   |
| Wyścig indywidualny na dochodzenie zawodowców | Hugh Porter                                                         | René Pijnen                                                                 | Ferdinand Bracke                                                             |
| Wyścig ze startu zatrzymanego zawodowców      | Cees Stam                                                           | Piet de Wit                                                                 | Christian Raymond                                                            |
| Wyścig drużynowy na dochodzenie               | RFN · Günther Schumacher · Peter Vonhof · Hans Lutz · Günter Haritz | Wielka Brytania · Mick Bennett · Richard Evans · Ian Hallam · William Moore | Holandia · Gerrie Fens · Peter Nieuwenhuis · Hermann Ponsteen · Roy Schuiten |
| Wyścig na 1000 m                              | Janusz Kierzkowski                                                  | Eduard Rapp                                                                 | Herman Ponsteen                                                              |
| Tandemy                                       | Czechosłowacja · Vladimír Vačkář · Miroslav Vymazal                 | ZSRR · Wiktor Kopyłow · Władimir Siemieniec                                 | NRD · Hans-Jürgen Geschke · Werner Otto                                      |

## Klasyfikacja medalowa
| Miejsce | Państwo           |   |   |   | Razem |
| ------- | ----------------- | - | - | - | ----- |
| 1.      | RFN               | 2 | 1 | 1 | 4     |
| 2.      | Holandia          | 1 | 4 | 3 | 8     |
| 3.      | ZSRR              | 1 | 3 | 1 | 5     |
| 4.      | Wielka Brytania   | 1 | 1 | 1 | 3     |
| 5.      | Czechosłowacja    | 1 | 1 | 0 | 2     |
| 6.      | Belgia            | 1 | 0 | 1 | 2     |
|         | Francja           | 1 | 0 | 1 | 2     |
| 8.      | Norwegia          | 1 | 0 | 0 | 1     |
|         | Polska            | 1 | 0 | 0 | 1     |
|         | Stany Zjednoczone | 1 | 0 | 0 | 1     |
| 11.     | Włochy            | 0 | 1 | 2 | 3     |
| 12.     | NRD               | 0 | 0 | 1 | 1     |